# Жокс, Пьер
Пьер Жокс (фр. Pierre Joxe; род. 28 ноября 1934, Париж) — французский политик, член Социалистической партии, министр внутренних дел (1984—1986, 1988—1991), министр обороны (1991—1993).

## Биография
Родился 28 ноября 1934 года в Париже, сын Луи Жокса и Франсуазы-Элен Алеви (Françoise-Hélène Halévy), брат социолога Алена Жокса. Получив юридическую лицензию, поступил в Национальную школу администрации и в 1962 году окончил её. Работал в Счётной палате Франции на должностях аудитора 2-го класса, а позднее — 1-го. С 1963 по 1973 год являлся доцентом Института политических исследований. В этот же период сотрудничал с Министерством иностранных дел, где занимался проблемами международного научного и технического сотрудничества, а также сблизился с Франсуа Миттераном в созданной им партии Конвент республиканских институтов.

### Политическая карьера
С 1973 по 1979 год состоял депутатом генерального совета департамента Сона и Луара от кантона Шалон-сюр-Сон, с 1977 по 1983 год — третий помощник его мэра.
В 1973 году избран от 5-го избирательного округа департамента Сона и Луара в Национальное собрание пятого созыва.
В 1977—1979 годах — депутат Европейского парламента.
В 1979—1982 годах — председатель регионального совета Бургундии.
В 1978 и 1981 годах переизбран от прежнего округа в Национальное собрание шестого и седьмого созывов.
С 22 мая по 22 июня 1981 года занимал должность министра промышленности в первом правительстве Пьера Моруа.
30 июня 1981 года впервые был избран председателем объединённой парламентской социалистической фракции, которая помимо 266 членов Соцпартии включала также 14 представителей Радикальной левой партии, шестерых сторонников различных левых течений, одного левого голлиста и других (общая численность фракции достигала 289 парламентариев).
19 августа 1984 года приостановил парламентский мандат, перейдя на работу в правительство.
19 июля 1984 года при формировании правительства Фабиуса получил портфель министра внутренних дел и децентрализации, оставаясь в этой должности весь срок полномочий Кабинета — до 20 марта 1986 года.
В 1986 году вновь избран в Национальное собрание в департаменте Сона и Луара (27 марта 1986 года вторично избран лидером фракции), 14 мая 1988 года прервал мандат ввиду назначения в правительство.
12 мая 1988 года при формировании после второй победы Миттерана на президентских выборах правительства Рокара Жокс вновь был назначен министром внутренних дел.
12 июня 1988 года переизбран в парламент, но 28 июля 1988 года вновь отказался от мандата, оставшись на прежней должности во втором правительстве Рокара.
29 января 1991 года Жан-Пьер Шевенман ушёл в отставку с должности министра обороны в знак протеста против участия Франции в войне американской коалиции с Ираком, и в этот же день его кресло занял Пьер Жокс. По завершении срока полномочий второго правительства Рокара Жокс оставался министром обороны в кабинетах Эдит Крессон и Пьера Береговуа.
9 марта 1993 года, приехав в Боснию и Герцеговину и встретившись с французскими военнослужащими в международном контингенте UNPROFOR, объявил об уходе в отставку ввиду назначения в Счётную палату.
В 1989—1993 годах — депутат Совета Парижа от 12 округа.
В 1992—1993 годах — депутат регионального совета Иль-де-Франса.

### Деятельность после ухода из политики
Указом президента Миттерана от 10 марта 1993 года по предложению премьер-министра Береговуа и министра экономики и финансов Мишеля Сапена назначен первым председателем Счётной палаты Франции ввиду ухода на пенсию Пьера Арпайянжа. 12 марта указ был опубликован в Journal officiel и вступил в силу.
12 марта 2001 года Жокс вступил в должность члена Конституционного совета Франции на установленный законом девятилетний срок.

### В отставке
По окончании государственной службы открыл адвокатскую практику, специализируясь в так называемых QPC — запросах на проверку конституционности готовящихся законопроектов. Уже 11 марта 2010 года он впервые выступал в апелляционном суде Парижа.
В 2017 году дочь предпринимателя и политика Эрика Бессона Ариана Форниа обвинила Жокса в сексуальном нападении, якобы совершённом несколькими годами ранее, но 7 ноября 2017 года отказалась от обвинений. В январе 2020 года она была признана виновной в диффамации.
13 ноября 2019 года прокуратура Парижа возбудила против Жокса дело по иску ухаживающей за его умирающей женой 40-летней женщины, которая обвинила бывшего министра в постоянном непристойном поведении и сексуальной агрессии. В июле 2022 года прокуратура прекратила это расследование без всяких последствий.

## Книги
- Почему Миттеран? / Pierre Joxe. Pourquoi Mitterrand?. — Philippe Rey, 2006. — 224 p. — ISBN 978-2848760452.[18].